# Kite aerial photography

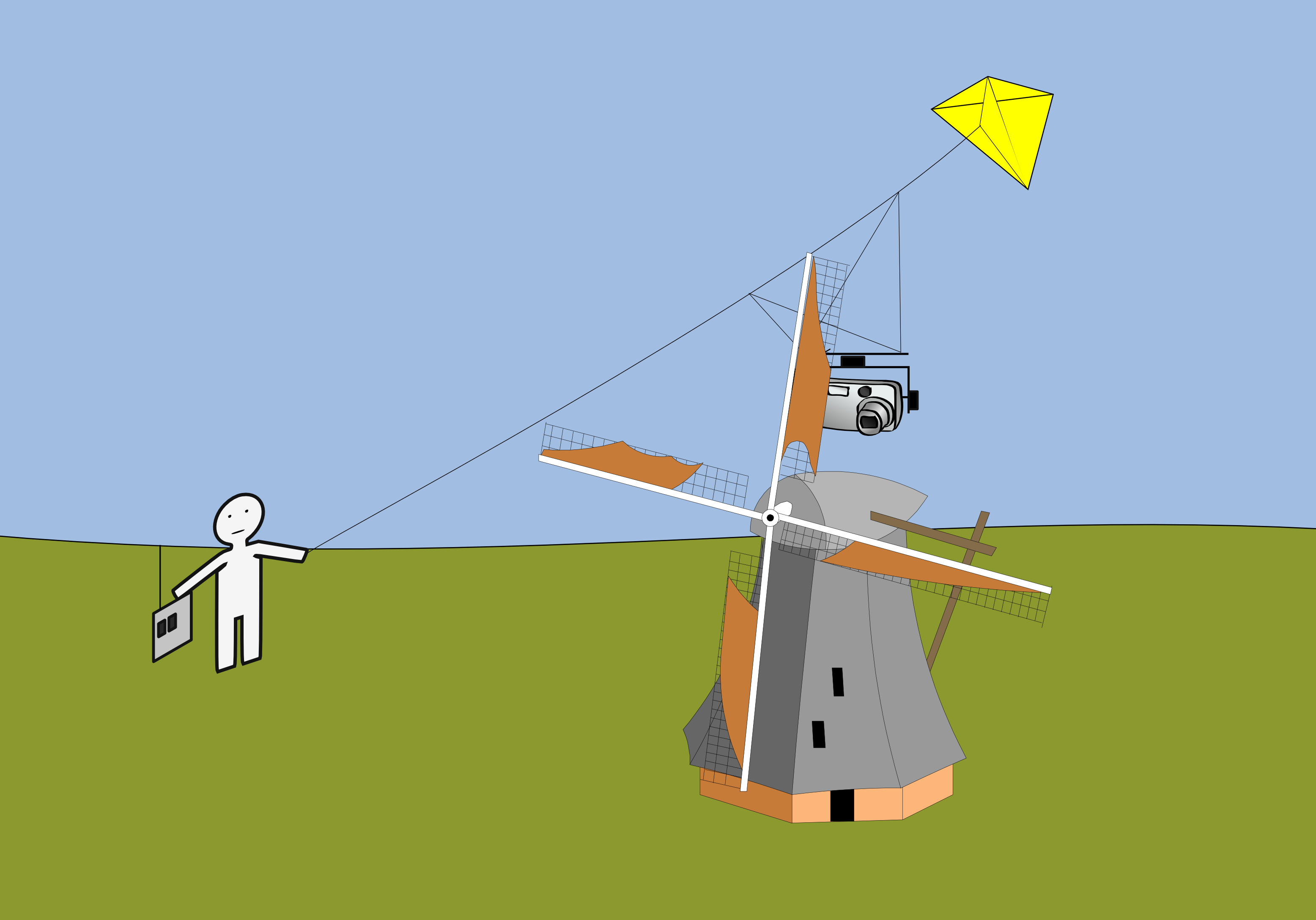
Metodskiss

Kite aerial photography, vanligen förkortat KAP, vilket översatt från engelska ungefär blir flygfotografering med flygande drake, är ett sätt att fotografera från hög höjd. Kameran lyfts upp med en flygande drake och kameran utlöses automatiskt eller fjärrstyrt från marken. Fotografering med flygande drake sker uteslutande som en fritidssysselsättning och utrustningen kan bestå av allt från engångskamera som hängs upp med en utlösarmekanism i en drake till komplexa mekanismer med radiostyrning. Utrustningen byggs vanligen av utövarna själva men det finns färdiga delar och paket att köpa.

## Kamerahållare och stabilisering

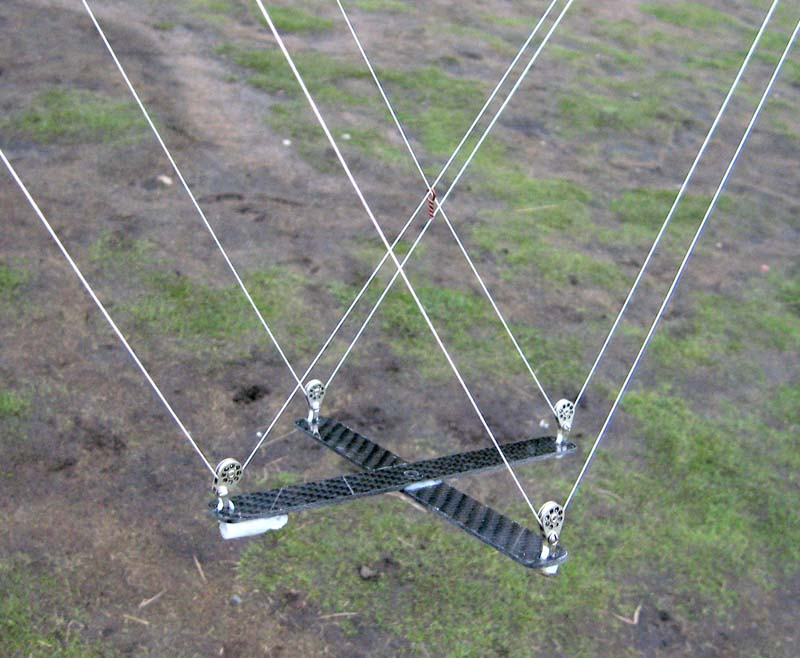
Picavet cross

Kameran kan fästas direkt i draken men för att få upp draken till stadig höjd fästs en riktningsbar kamerahållare på linan i vilken kameran hängs upp. Det är också mindre rörelse på linan en bit ner från draken än i själva draken. Det är en fördel att fotografera med bildstabilisator och kort slutartid för att få bättre skärpa.
Den franske fotografen och uppfinnaren Pierre Picavet tog fram en uphängningsanordning år 1912 som fortfarande används. Den håller kameran i våg och dämpar rörelser i linan. Anordningen kallas picavetupphängning och består av ett kors som är upphängt i drakens lina i två punkter. Kameran sitter fast i korset som är upphängt i draklinan via block i korsets armar.

## Kamerautlösare och kamerariktning
Kameran kan utlösas på flera sätt beroende på kamera och val av kringelektronik. Den kan göras med radiostyrda motorer, med kommunicerande infraröd strålning, fjärrstyrningskablar eller kamerans egen timer och intervallutlösning.
Med en kamerahållare som är rörlig längs flera axlar är det möjligt att rikta in kameran mot olika objekt, något som är svårt om kameran inte har en hållare som kan kontrolleras oberoende av draken från marken. Fotografen ser inte i sökaren utan måste betrakta kammeran från marken och uppskatta var sökaren är riktad, något som normalt uppfattas som en del av utmaningen. En hållare kan göra det möjligt att vrida kameran i det horisontella planet samt uppåt och neråt. Det finns också kamerahållare som vrider kameran för att från marken kunna välja liggande eller stående format på bilden.

## Drakar
Drakar som används för fotografering med flygande drake ska i första hand flyga stabilt i luften. Styrbara drakar rör sig ryckigare i luften och med drakar som bara har en lina blir vikten draken ska bära utan kamera lägre. Vissa drakar flyger med linan med en brantare vinkel än andra vinklar och olika modeller är olika lätta att få upp. Drakar som används till kitesurfing är både starka, kontrollerbara och stadiga vilket gör de till de mer avancerade drakarna som används inom KAP-fotografering.

## Historik

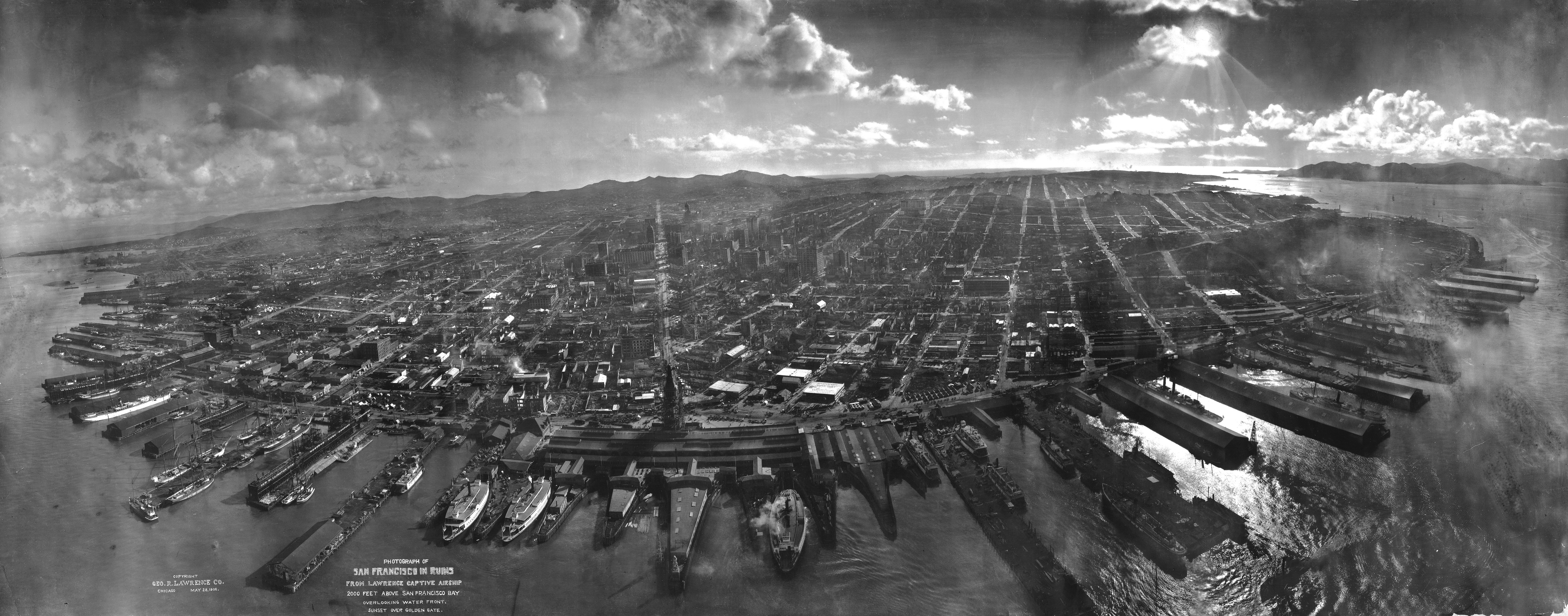
Verkningarna av Jordbävningen i San Francisco 1906 fotograferade med flygande drake.

De första KAP-fotografierna togs av den brittiske meteorologen Douglas Archibald år 1887  och av fransmannen Arthur Batut Labruguière i Frankrike 1888.
I slutet av 1800-talet var det flera som tog fotografier med bemannade drakar, bland andra britten Robert Baden-Powell och australiensaren Lawrence Hargrave.